# محافظة تشانغبنغ
محافظة شانغبنغ هي محافظة تقع في هوانغهاي الشمالية، كوريا الشمالية.